# Gerry Goffin
Gerald Goffin (New York, 11 februari 1939 - Los Angeles, 19 juni 2014) was een Amerikaanse tekstschrijver. Aanvankelijk werkte hij samen met zijn eerste vrouw Carole King en schreef hij mee aan vele internationale pophits uit het begin en midden van de jaren 1960, waaronder de Amerikaanse nummer 1-hits Will You Love Me Tomorrow, Take Good Care of My Baby, The Loco-Motion en Go Away Little Girl.
Nadat hij en King waren gescheiden, schreef Goffin met andere componisten, waaronder Barry Goldberg en Michael Masser, met wie hij de nummer 1-hits Theme from Mahogany (Do You Know Where You're Going To) en Saving All My Love for You schreef. Tijdens zijn carrière schreef Goffin meer dan 114 Billboard Hot 100-hits, waaronder acht hittoppers en 72 Britse hits. Samen met Carole King werd hij in 1990 opgenomen in de Rock and Roll Hall of Fame.

## Biografie

### Vroege leven
Goffin werd geboren in New York. In zijn tienerjaren werkte hij voor zijn grootvader. Hij nam dienst bij het Marine Corps Reserve na zijn afstuderen aan de Brooklyn Technical High School. Na een jaar aan de U.S. Naval Academy als lid van de Class of 1961 nam hij ontslag bij de marine om scheikunde te studeren aan het Queens College.

### Partnerschap met Carole King
Op de universiteit ontmoette hij Carol Klein, die was begonnen met het schrijven van liedjes onder de naam Carole King. Ze begonnen samen te werken aan songwriting, King schreef de muziek en Goffin de teksten en ze begonnen een relatie. Toen King zwanger werd, verlieten ze de universiteit en trouwden in augustus 1959 toen hij 20 was en zij 17. Goffin begon te werken met een fabrikant van chemicaliën en schreef de tekst voor de single Oh Neil uit 1959 voor Carole King, een antwoordlied voor Oh! Carol van haar vriend Neil Sedaka. Goffin voegde de woorden toe aan de melodie van Sedaka en Howard Greenfield, die beiden onder Don Kirshner werkten bij de muziekuitgeverij Aldon in Manhattan. De B-kant van de single A Very Special Boy was een compositie van Goffin-King. Hoewel de plaat geen hit was, kregen ze allebei contracten om professioneel nummers te schrijven bij Aldon.
Goffin werkte aanvankelijk samen met andere schrijvers, waaronder Barry Mann en Jack Keller, maar hij en Carole King vestigden zich al snel als een succesvol schrijversteam. De doorbraak van het partnerschap was Will You Love Me Tomorrow, waarvoor Goffin de teksten schreef. Het nummer werd opgenomen door The Shirelles en kwam in januari 1961 op nummer één in de Billboard Hot 100. Goffin en King vormden een van de meest succesvolle songwriting-partnerschappen van die periode, met hits als Take Good Care of My Baby ( een hit voor Bobby Vee), Halfway to Paradise (Tony Orlando, Billy Fury), The Loco-Motion (Little Eva, en later Grand Funk Railroad en Kylie Minogue), Go Away Little Girl (Steve Lawrence, en later Donny Osmond), Do not Say Nothin' Bad (About My Baby) (The Cookies), It Might as Well Rain Until September (Carole King), One Fine Day (The Chiffons), Up on the Roof (The Drifters en later James Taylor), I'm into Something Good (Herman's Hermits, maar eerst opgenomen door Earl-Jean McCrea onder de naam Earl-Jean), Don't Bring Me Down (The Animals), Oh No Not My Baby (Maxine Brown, en later Rod Stewart), Goin' Back (Dusty Springfield, The Byrds), (You Make Me Feel Like) A Natural Woman (Aretha Franklin) en Pleasant Valley Sunday (The Monkees). Goffin en King schreven ook een aantal nummers samen met producent Phil Spector.
In 1964 verwekte Goffin een dochter met zangeres Jeanie Reavis (wiens opname van I'm into Something Good voorafging aan de bekendere versie van Herman's Hermits), maar hij en King bleven een aantal jaren samen voordat ze in 1969 scheidden, maar ze werkten nog verder samen en schreven onder mee Hi-De-Ho voor Blood, Sweat and Tears en Smackwater Jack voor het album Tapestry van Carole King. Volgens Kings memoires leed Goffin aan een psychische aandoening na inname van LSD, onderging uiteindelijk een lithiumtherapie en elektroshocktherapie en werd gediagnosticeerd als manische depressief. Zijn drugsgebruik tastte zijn gezondheid aan en hij werd een tijdlang in het ziekenhuis opgenomen.

### Andere samenwerkingen
Goffin werkte begin jaren 1960 ook succesvol samen met andere componisten, waaronder Barry Mann (Who Put the Bomp (in the Bomp, Bomp, Bomp) en Jack Keller (Run to Him).
Nadat hij zich van King had afgesplitst, bracht Goffin in 1973 het soloalbum It Ain't Exactly Entertainment uit, maar het was geen succes. Hij begon te werken met andere componisten, waaronder Russ Titelman, Barry Goldberg en vervolgens Michael Masser. Hij en Masser wonnen in 1976 een Academy Award-nominatie voor het thema van de film Mahogany, gezongen door Diana Ross en schreef ook Saving All My Love for You, een wereldwijde hit voor Whitney Houston, Tonight, I Celebrate My Love, Miss You Like Crazy en Nothing's Gonna Change My Love for You. Goffin en Masser ontvingen ook een Golden Globe-nominatie voor So Sad the Song uit de Gladys Knight-film Pipe Dreams uit 1976.
Goffin schreef mee aan drie nummers voor de soundtrack van de film Grace of My Heart uit 1996, waarvan het leven van de hoofdpersoon in veel opzichten parallel liep met dat van Carole King.

### Later leven
Goffin en King werden in 1987 samen opgenomen in de Songwriters Hall of Fame en in 1990 in de Rock and Roll Hall of Fame.
In 1996 bracht hij zijn tweede soloalbum Back Room Blood uit, dat naar eigen zeggen was geïnspireerd door zijn woede over conservatieve winsten bij de congresverkiezingen van 1994. Het album werd grotendeels samen geschreven met Barry Goldberg, maar bevatte ook twee nummers die samen met Bob Dylan waren geschreven, Tragedy of the Trade en Masquerade. Goffin was een van de eersten die het talent van Kelly Clarkson opmerkte en had haar ingehuurd om demowerk te doen voordat ze in 2002 auditie deed voor American Idol.
Goffin en zijn vrouw Michele woonden de openingsavond bij van de musical Beautiful, die zijn huwelijk met Carol King uitbeeldde.

## Privéleven en overlijden
Gerry Goffin was tussen 1959 en 1969 getrouwd met Carole King. Ze hadden twee dochters, singer-songwriter Louise Goffin en Sherry Goffin Kondor. Goffin had ook een dochter Dawn met Jeanie Reavis (Earl-Jean McCrea). Hij trouwde begin jaren 1970 met Barbara Behling en kreeg in 1976 een zoon, Jesse Dean Goffin. Ze scheidden later dat decennium. Goffin trouwde vervolgens met songwriter Ellen Minasian in de jaren 1980 en had een dochter Lauren in 1984. Na hun scheiding trouwde hij in 1995 met actrice Michele Conaway (de zus van Jeff Conaway).
Goffin overleed op 19 juni 2014 op 75-jarige leeftijd in Los Angeles. Zijn dood werd aangekondigd door zijn vrouw Michele. Er werd geen oorzaak opgegeven. Hij liet een vrouw, een zoon, vier dochters en zes kleinkinderen achter.

## Discografie

### Singles en ep's
- 1973: It's Not the Spotlight), Adelphi Records Inc
- 1996: Back Room Blood (The CD Single), Genes Records

### Albums
- 1973: It Ain't Exactly Entertainment, Adelphi Records Inc (dubbel vinyl album)
- 1996: Back Room Blood, Genes Records
- 2010: It Ain't Exactly Entertainment Demo & Other Sessions, Big Pink (cd album)